# Víctor Hugo Ríos De Alba
Víctor Hugo Ríos De Alba (Victoria de Durango, Durango; 11 de febrero de 2004) es un futbolista mexicano que juega como defensa central o pivote y su equipo actual es el Atlas Fútbol Club de la Primera División de México.

## Trayectoria

### Atlas Fútbol Club
Surgido de las fuerzas básicas de La Academia paso por las categorías inferiores del equipo Rojinegro así como un breve paso por el equipo de Tercera División.
Antes de que debutara como profesional, debutaría en el torneo de la Leagues Cup del año 2023 frente al Toronto F. C. entrando de cambio en los últimos minutos del partido, en dicho partido los Rojinegros lo ganarían por la mínima.
Casi 6 después de haber debutado en la Leagues Cup, esta vez debutaría en el Máximo Circuito en la primera jornada del Torneo Clausura 2024 frente al Club Necaxa, entraría de cambio al minuto 85 en la derrota de su equipo 2 - 1.